# ジョン・ブロディ
ジョン・ブロディ（John Riley Brodie, 1935年8月14日 - ）は、アメリカ合衆国カリフォルニア州メンローパーク出身のアメリカンフットボール、ゴルフの元選手、キャスター。フットボール現役時のポジションはクォーターバック。NFL・サンフランシスコ・49ers一筋で1957年から1973年まで17シーズンプレーした後、プロゴルファーとしてPGAツアーで活躍した（シニアツアー1勝）。引退後は、フットボール、ゴルフの両方でキャスターとして活動した。
NFLで17年間プレーしたブロディは、パスヤード、タッチダウンパス数、最小インターセプト率等でリーグリーダーとなる活躍をし、引退時のパスヤード数は歴代3位を記録した。プロボウルに2度選出され、1970年シーズンには、シーズンMVPに選出された。ブロディの背番号12は、49ersの永久欠番となっている。

## 経歴

### 大学
ブロディはNFLで所属することになるサンフランシスコ・49ersの本拠地からサンフランシスコ湾を挟んだ反対側のスタンフォード大学でカレッジフットボールをプレーした。大学4年時、ブロディは大学ゴルフでも活躍していたため、フットボールの春季トレーニングに不参加であったが、フットボールでオールアメリカに選出される活躍をした。
ブロディは、スタンフォード大学卒業後の進路をどちらか一方にきめることができず、一時はPGAツアーでプロゴルファーになることを決意する寸前まで行ったが、結局はNFLに進むことを決意した。

### NFL
ブロディは、1957年のNFLドラフトの1巡目全体3位でサンフランシスコ・49ersから指名され、NFL入りした。入団2年目の1958年シーズンに出場機会が与えられ、1960年シーズンにはベテランQBのY・A・ティトルと出場機会を分け合った。1961年シーズンにトレードでティトルがニューヨーク・ジャイアンツに移籍したことにより、先発QBの座が得て、1973年シーズンの引退までその座を守った。
ブロディは、1960年代でリーグ1位のパッシングヤード数を稼ぎ、1965年シーズンには、3112パスヤード、30タッチダウンという自己最高の成績を挙げ、初めてプロボウルに選出された。
ブロディが自己最高の成績を挙げた1965年頃は、1960年に創設された新興のAFLと古参のNFLの間で有力選手の引き抜き合戦が激化していた。引き止めや引き抜きのために、ブロディら有力選手の年俸が両リーグで急高騰した。選手給与の高騰により、両リーグの経営が圧迫され、共倒れの危険性が生じたことから、NFLとAFLの合併交渉が始まり、1970年の合併へと繋がった。なお、ブロディは、AFLのヒューストン・オイラーズと契約していたことが新聞で報じられたが、49ersから高額の再契約のオファーを受けて、残留している。
1970年シーズンもブロディにとって、良いシーズンとなった。ブロディはNFLトップの24タッチダウン、2941パスヤード、パサーレイティング93.8を記録し、リーグ最少の8サック、インターセプト率2.6%を記録した。ブロディの活躍により、チームはNFC西地区で優勝し、1950年のNFL参入後初のプレイオフ進出を果たした。
ブロディは、1973年をもって引退したが、引退時の通算パスヤード数はジョニー・ユナイタス、フラン・ターケントンに次ぎ、歴代3位であった。通算タッチダウンパス数は引退時歴代8位であり、1970年から1988年までトップテンを維持した。
13年に渡り、エースQBとしてチームを牽引し、チーム初のプレイオフ進出に貢献した功績が認められ、ブロディの背番号12は49ersの永久欠番となった。

### NFL後
フットボール引退後、ブロディは、NBCスポーツでNFLとゴルフの解説者を務めた。NFL解説者としては、1978年シーズンの第13回スーパーボウルや1981年シーズンのサンディエゴ・チャージャーズ対マイアミ・ドルフィンズのAFCプレイオフゲームを解説したことで知られている。
ブロディはフットボール引退後、プロゴルファーとしても活動し、1985年から1998年までPGAシニアツアーに参戦した。その間、ブロディは優勝1回、トップテン入り12回を記録し、73万5千ドルの賞金を獲得した。また、1959年の全米オープンに出場していたブロディは、1981年にも同大会に出場し、22年の空白期間を経ての出場という全米オープンの最長記録を持っている。
ブロディの背番号12は、49ersの永久欠番となっていたが、2006年シーズンにトレント・ディルファー（第35回スーパーボウルを制覇）が49ersに移籍すると、ディルファーと個人的に親交が深かったブロディは、背番号12の着用を許可した。
1986年にカレッジフットボール殿堂入りした。

## 人物
ブロディは1957年に結婚し、4人の娘と1人の息子が誕生した。4人の娘の内、エリンは2003年にアメリカでTV放映されたリアリティ番組「For Love or Money」に出演したことで知られ、ダイアンは、2011年までNFLのQBクリス・チャンドラーの妻であった。

## プロゴルファーとして

### シニアツアー優勝
| 日付           | 大会名                                         | スコア             | 2位との差  | 2位                                   |
| -------------- | ---------------------------------------------- | ------------------ | ---------- | ------------------------------------- |
| 1991年10月27日 | セキュリティ・パシフィック・シニア・クラシック | −13 (66-66-68=200) | プレイオフ | ジョージ・アーチャー チチ・ロドリゲス |

### 全米オープンゴルフ
| 1959 | 1960 | 1961 | 1962 | 1963 | 1964 | 1965 | 1966 | 1967 | 1968 | 1969 |
| ---- | ---- | ---- | ---- | ---- | ---- | ---- | ---- | ---- | ---- | ---- |
| CUT  |      |      |      |      |      |      |      |      |      |      |

| 1970 | 1971 | 1972 | 1973 | 1974 | 1975 | 1976 | 1977 | 1978 | 1979 | 1980 | 1981 |
| ---- | ---- | ---- | ---- | ---- | ---- | ---- | ---- | ---- | ---- | ---- | ---- |
|      |      |      |      |      |      |      |      |      |      |      | CUT  |

CUT = 予選落ち